# 大島靖
大島 靖（おおしま やすし、1915年（大正4年）1月30日 - 2010年（平成22年）8月7日）は、日本の政治家、官僚。第14代大阪市長。労働省労働基準局長。大阪市長を1971年から1987年まで、4期16年務めた。

## 経歴
1915年1月30日、和歌山県田辺市に生まれる。旧制和歌山県立田辺中学校（現・和歌山県立田辺高等学校）、第三高等学校を経て、東京帝国大学法学部を卒業、1939年に内務省へ入省。
1949年から大阪府労働部長を務め、1954年に在ジュネーヴ領事へ転じた。1959年に労働省審議官に就任し、1960年には労働省労働基準局長に着任。1963年5月31日から中馬馨大阪市長のもとで大阪市助役となった。
しかし、1971年11月8日に中馬市長が急逝し（3期目在職中に死去）、後任を選ぶ大阪市長選挙(1971年12月19日投票)に社・公・民3党推薦で立候補。自民党が独自候補の擁立を断念し自主投票にまわる中、共産党推薦候補との一騎討ちを制して初当選を果たした。
1971年12月20日、第14代大阪市長に正式に就任。56歳での大阪市長就任は当時、戦後最年少であった。2期目当選を目指した1975年11月30日の選挙以降は自民も推薦に加わり、以後3期目（1979年11月18日）・4期目（1983年11月20日）と自社公民相乗りで再選を果たす。
1987年12月18日に大阪市長を任期満了（5期目不出馬）で退任。最終的に1971年12月20日〜1987年12月18日まで4期16年市長職を務め、2013年11月現在で市長在任期間は歴代最長である。市長退任後は、財団法人大阪国際交流センター会長などを務めた。2010年8月7日、急性脳梗塞のため東京都内の病院で死去。95歳没。
弟の弘は、東北財務局長を経て社会党衆議院議員1期を務めた。

## 脚註
1. ↑  『全国歴代知事・市長総覧』日外アソシエーツ、2022年、279頁。
2. ↑  “橋下氏、知事から政令市長に転身は史上初”. 読売新聞. (2011年11月27日) 2011年11月27日閲覧。なお、この記録は2011年に橋下徹（42歳）によって更新された。
3. ↑  大島靖氏死去（元大阪市長） 時事通信 2010年8月9日閲覧